# Theodore Postol
Theodore Postol (* duben 1946 Brooklyn, New York, USA) je emeritní profesor vědy, technologie a mezinárodní bezpečnosti na Massachusettském technologickém institutu (MIT), prominentní kritik plánů americké vlády na budování systému protiraketové obrany.

## Vzdělání a zaměstnání
Vystudoval fyziku na MIT a následné postgraduálně jadernou fyziku tamtéž. Pracoval v Argonne National Laboratory a poté v kongresovém Úřadu pro hodnocení technologií (Office of Technology Assessment), zabýval se problematikou raket MX. Působil jako vědecký poradce velitele amerického námořnictva (Chief of Naval Operations).

## Ocenění
V roce 1990 získal cenu Leo Szilarda od Americké fyzikální společnosti (American Physical Society). V roce 1995 získal Hilliard Roderick Prize od Americké asociace pro rozvoj vědy (American Association for the Advancement of Science). V roce 2001 byl oceněn Cenou Norberta Wienera (Norbert Wiener Award) udělovanou Computer Professionals for Social Responsibility.

## Kritika raketového systému Patriot
V roce 1992 během americké operace Pouštní bouře veřejně vystoupil s kritikou raketového systému Patriot, o kterém americká armáda tvrdila, že je velice úspěšné při sestřelování iráckých raket Scud a že představují revoluci ve vedení války. Postol ve svých analýzách a během svědectví před speciální komisí Kongresu prokázal, že systém ve skutečnosti zasáhl méně než 10 % cílů.

## Kritika amerického systémuprotiraketové obrany
Podle Postola dostává česká veřejnost i Parlament České republiky záměrně zkreslené informace o americkém radaru systému protiraketové obrany, který má být umístěn v Brdech. Postol dospěl svými výpočty k závěru, že radar při výkonu a anténě uváděné vládou USA by měl dosah maximálně 600 až 700 kilometrů, ačkoli generál zodpovědný za přípravu systému Henry Obering uvádí dosah 2100 až 2500 kilometrů. Podle Postola by radar s takovým dosahem musel mít výkon 50krát vyšší. Podle Postola Obering při některých jednáních hovořil dokonce o dosahu větším než 4000 kilometrů a v tom případě by výkon musel být 500krát vyšší.